# Wilhelm Franz (Parteifunktionär)
Wilhelm Franz, auch Willi Franz (* 5. Juni 1909 in Gautzsch, Markkleeberg; † 17. Oktober 1933 im KZ Dachau), war ein deutscher Kaufmann und politischer Funktionär (KPD) in München.

## Leben und Wirken
Nach dem Schulbesuch lebte Franz als Kaufmann in München. Politisch gehörte er der Kommunistischen Partei Deutschlands (KPD) an, für die er Aufgaben als Vertriebsleiter für Schriften der Münchener KPD übernahm.
Am 25. Mai 1933 wurde Franz in München in Schutzhaft genommen und bald darauf ins KZ Dachau eingewiesen. Einer seiner Mithäftlinge dort war der Schriftsteller Alfred Andersch, der in seiner autobiographischen Schrift Die Kirschen der Freiheit von Schachspielen mit Franz vor ihrer Häftlingsbaracke berichtet und diesen beschreibt als: „Der lange, knochige, eisenharte Willi Franz, berühmter Bergsteiger […].“
Im Sommer 1933 wurde Franz in den als Bunker bekannten Arresttrakt von Dachau gesperrt, nachdem er zusammen mit seinen Mithäftlingen Johann Altmann, Delwin Katz und Albert Rosenfelder bei dem Versuch erwischt worden war, Kassiber mit Aufzeichnungen über die Ereignisse im Lager und zumal über die Misshandlung von Gefangenen, die sie in eine Mütze eingenäht hatten, aus dem Lager zu schmuggeln. Franz und Katz wurden am 17. und 18. Oktober 1933 von Angehörigen der Wachmannschaft von Dachau im Bunker umgebracht. Offiziell wurden die Todesfälle als Selbstmorde deklariert.
Die Staatsanwaltschaft kam bei ihrer Untersuchung jedoch im November 1933 zu dem Ergebnis, dass ein Suizid praktisch unmöglich gewesen sei:
„Die Leichenöffnung ergab bei beiden Leichen begründeten Verdacht für Gewalteinwirkungen von fremder Hand. Nach dem vorläufigen Gutachten beider Gerichtsärzte […] steht in beiden Fällen. Erstickungstod durch Erwürgen und Erdrosseln fest. Die am Hals vorgefundenen Strangulationsmarken entsprechen ihrem Verlaufe nach nicht den bei Erhängten beobachteten Befunden. […] An dieser Leiche wurden frische Striemen am behaarten Kopf sowie besonders zahlreich am Rumpf und an den Armen mit ausgedehnten Blutungen und Zertrümmerungen des Fettgewebes festgestellt.“
Auf Veranlassung von Heinrich Himmler und Ernst Röhm wurde das Verfahren gegen die an den Morden beteiligten SS-Männer schließlich aus „staatspolitischen Gründen“ niedergeschlagen.
Als der KZ-Kommandant von Dachau, Theodor Eicke, am 22. Oktober 1933 zweitausendfünfhundert Gefangene antreten ließ, um vor diesen eine Ansprache zu halten, in der er sich über die „Schurken“ ausließ, die im Auslande „Greulnachrichten“ über sein Lager verbreiten würden, erwähnte er auch explizit Altmann, Katz, Franz und Rosenfelder und ihren „Sabotageversuch“. Er führte aus, dass die vier Übeltäter für ihre Tat in Arrest genommen worden seien und erklärte weiter:
„Zwei der verhafteten Verräter sind bereits ins Jenseits befördert. Der Jude Doktor Katz und sein Helfer Willi Franz. Wir haben noch genug deutsche Eichen um jeden daran aufzuhängen, der sich uns entgegenstellt. Es gibt keine Greuel, und es gibt keinen Tschekakeller in Dachau. Wer Prügel bekommt, erhält sie zu Recht.“